# Videoherní žánr

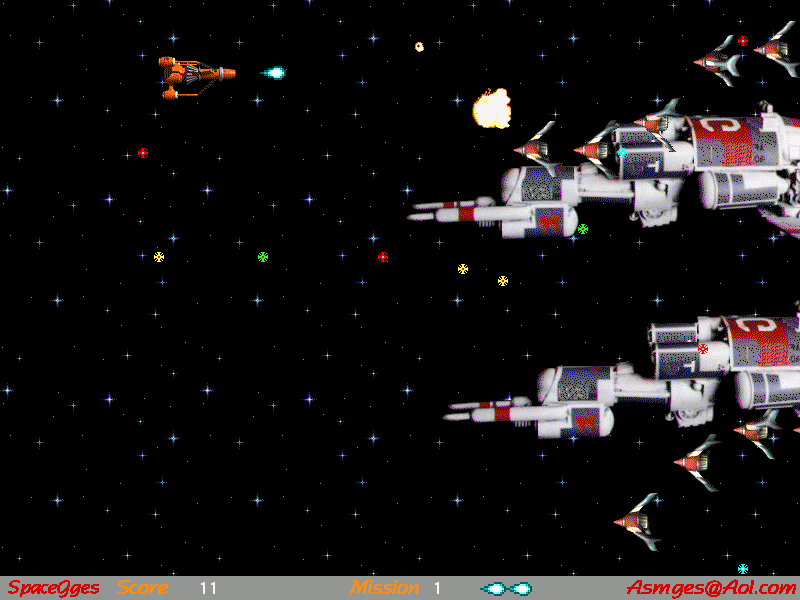
Sci-fi videohra, která je horizontálně skrolovací střílečkou, což je specifický typ žánru shoot ’em up.

Videoherní žánr (anglicky video game genre) je klasifikací videohry, která je spíše založena na její hratelnosti (druhu interakce), než na vizuální nebo příběhové stránce. Je obvykle definován řadou herních výzev, které jsou určovány nezávisle na umístění hry a obsahu jejího světa. Tím se liší od jiných fiktivních děl, jako jsou filmy nebo knihy. Například střílečka je stále střílečkou, bez ohledu na to, kde nebo kdy se odehrává.
Žánr videohry má, téměř stejně jako většina žánrů, i svou vlastní interpretaci. Jednotlivé videohry tak mohou spadat pod několik žánrů najednou.

## Historie
Na začátku se videohry organizovaly do různých kategorií v katalozích a knihách. Katalog z roku 1981 pro konzoli Atari VCS používal osm označení: galerie dovedností, vesmírná stanice, klasický koutek, dobrodružné území, závodní dráha, sportovní aréna, bojová zóna a výukové centrum. V roce 1981 vyšla kniha How to Master the Video Games od Toma Hirschfelda, ve které hry rozdělil do pěti kategorií dle jejich obsahu: typ Space Invaders, typ Asteroids, bludišťové, reflexní a různé. První dva typy odpovídají stále používaným žánrům fixní a vícesměrové střílečky.
Chris Crawford se pokusil klasifikovat videohry ve své knize The Art of Computer Game Design z roku 1984. V ní se Crawford soustředil hlavně na zkušenosti hráče a aktivity prováděné ve hře. Také uvedl, že „stav designu počítačových her se rychle mění. Proto bychom očekávali, že taxonomie představená [v této knize] bude za krátkou dobu zastaralá nebo nedostatečná.“
V roce 1985 uvedlo Nintendo na severoamerický trh svoji herní konzoli Famicom pod názvem Nintendo Entertainment System. Mimo jiné se chtělo vyhnout ztrátě kontroly nad distribucí titulů, která v roce 1983 vedla ke krachu videoherního průmyslu, a zabránit nepovoleným hrám, aby byly vydávány na konzoli. Rozhodlo se tak, že všechny hry na NES budou muset být povoleny Nintendem a budou rozděleny do osmi hlavních sérií: dobrodružné, akční, sportovní, light-gun, programovatelné, arkádové, robotické a vzdělávací. Série se objevovaly na prvních černých obalech her a následně byly použity i v průvodci NES Player's Guide. V době nástupu konzolí Game Boy a Super Nintendo Entertainment System opustilo Nintendo od arkádové, light-gun, robotické, programovatelné a vzdělávací série. Přidalo však možnost rozdělit hry pod RPG a simulátory a logické hry.
Další výrobci konzolí se Nintendem inspirovaly a začaly od tvůrců požadovat licenci, která by jim umožnila vydávat hry na jejich systémech. Aby si tvůrci dané licencování zajistili, rozhodli se pro stejnou konzoli vyvíjet hry s podobnou hratelností. Tím začalo vznikat ve stejném žánru více a více her. Následně začali maloobchodníci vystavovat hry podle žánrů a firmy zabývající se průzkumem trhu zjistily, že hráči preferují určité typy her před jinými. Tvůrcům se tím otevřela možnost plánovat si své hry dopředu.
S rozvojem herního průmyslu v 90. letech a většími rozpočty pro videohry začaly vznikat velké vydavatelské společnosti, jakou je například Electronic Arts, aby dostatečně pokryly marketing a distribuci her na osobní počítače i konzole. Menší vydavatelé a nezávislí tvůrci však měli nižší šanci na přežití a nemohli si dovolit experimentovat s různými žánry. Z toho důvodu vyvíjeli hry v těch žánrech, které používali větší vydavatelé.
Rostoucí možnosti hardwaru a jeho využití dovolily vzniku mnoha nových žánrů, a to například díky zvýšené paměti, přechodu z 2D na 3D, novým periferiím, online funkcím a mechanikám prostředí a umístění. Nezávislí tvůrci začali na sebe ke konci 10. let 20. století přitahovat více pozornosti, protože experimentovali s hratelností a nezabývali se tvorbou AAA her, na kterou se zaměřovaly velké vydavatelské společnosti a která byla extrémně riskantní. Experimentální hratelnost díky nezávislým videohrám opět ožila a od té doby se objevilo několik nových žánrů.

## Definice

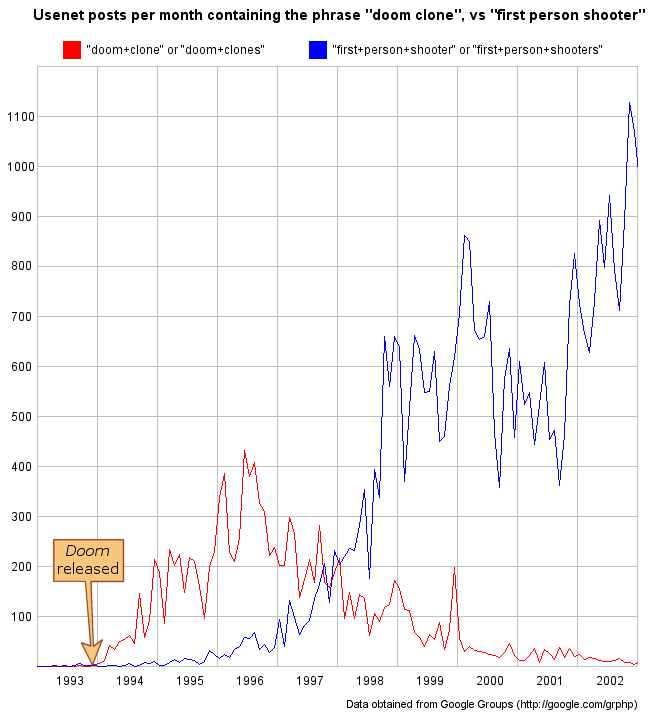
Používání výrazu „klon Doomu“ (červeně) a „střílečka z první osoby“ (modře) na pomezí na 20. a 21. století.

Videoherní žánry se díky „přímému a aktivnímu zapojení“ hráče liší od literárních a filmových žánrů. Třebaže by se dalo říct, že Space Invaders jsou science fiction videohrou, profesor Mark J.P. Wolf napsal, že taková klasifikace „ignoruje základní rozdíly a podobnosti zkušeností hráče z hraní her.“ Naproti vizuální estetice her, jež se může silně lišit, se dá říci, že hlavní charakteristikou, kterou všechny hry sdílí, je interaktivita.
Názvy žánrů videoher vznikaly většinou postupným porozuměním mezi publikem a tvůrci, podobně jako tomu bylo u filmových žánrů. Berou v úvahu nejen cíle hry a jejího protagonistu, ale i perspektivu, kterou hráči nabízí. Například střílečka z pohledu první osoby je hrou, která se hraje z pohledu první osoby a střílí se v ní. Zatímco „střílečka“ je názvem žánru, „střílečka z první osoby“ a „střílečka z třetí osoby“ jsou běžnými podžánry stříleček. Dalšími příklady takových předpon jsou v reálném čase, tahový, shora dolů a side-scrolling.
Názvy žánrů nejsou pevně dané a mohou se v průběhu času měnit. Dle knihy Video Invaders z roku 1982 od Steva Blooma se plošinové hry původně nazývaly jako „lezecké hry“, protože braly inspiraci z videoher typu Donkey Kong, ve kterých se lezlo na žebřících a skákalo. Stejný termín byl v roce 1983 použit americkým a britským tiskem, a to například v časopisech Electronic Games a TV Gamer. Střílečkám z první osoby se po vydání videohry Doom v roce 1993 přezdívalo klony Doomu, přičemž s termínem „střílečky z první osoby“ se hráči začali častěji setkávat až okolo roku 2000.
Cílové publikum, základní téma nebo účel hry se někdy používají k označení žánru. Jsou jimi například „hry pro dívky“, „křesťanské hry“ a „vážné hry“. Protože však tyto termíny neuvádějí nic o hratelnosti samotné hry, nejsou považovány za žánry.

## Klasifikace
Žánry videoher se liší i ve specifičnosti, přičemž někteří známí videoherní recenzenti používají názvy žánrů od „akce“ až po „baseball“. V tomto případě jsou základní témata a charakteristiky používány na stejné úrovni.
Hra může kombinovat aspekty i vícera různých žánrů, a to takovým způsobem, ve kterém ji bude těžké klasifikovat podle stávajících žánrů. Například videohru Grand Theft Auto III, která kombinuje střílení, jízdu a hru na role neobvyklým způsobem, bylo obtížné klasifikovat za použití stávajících výrazů. Od té doby se začal používat termín klon Grand Theft Auto, který sloužil k popisu her s podobnými mechanikami jako Grand Theft Auto III. Podobně tomu bylo i u termínu roguelike, kterým se začaly označovat hry, jež byly podobné videohře Rogue.
Prvky žánru RPG, které se zaměřují na vyprávění a vývoj postav, byly použity v mnoha různých žánrech videoher. Je to z toho důvodu, že přidání příběhu a zdokonalení postav do akční, strategické nebo logické videohry nezbavuje videohru její klíčové hratelnosti, ale přidává k zážitku jiný motiv než přežití.
Některé hry mohou být kategorizovány i podle jiných schémat, než jsou hratelností prvky. Takovými schématy jsou například:
- Platforma: pojednává o typu počítačového hardwaru, na kterém se videohra hraje, nikoliv o specifické značce a výrobci. Zařadily by se zde běžné počítačové, konzolové a arkádové hry, dále mobilní hry, hrané na chytrých telefon, tabletech a jim podobných zařízení, či webové hry, k jejichž spuštění je potřeba webového prohlížeče. Samotná videohra samozřejmě dosahuje určitých specifikací podle toho, na kterou platformu je určena. Například mobilní hry většinou nedosahují takové akce a hratelnosti jako hry na počítače nebo konzole.
- Herní mód: odkazuje na videohru pro jednoho nebo více hráčů, potažmo na kombinaci obou těchto módů, jako jsou masivně multiplayerové hry (MMO), kooperativní hry, PvE a PvP hry a tak podobně.
- Příběh: klasifikovat videohry podle způsobu vyprávění, jako je například science fiction nebo fantasy, není v tomto odvětví běžné. Výjimku tvoří hororové hry, které většinou pokrývají jakoukoliv hru s prvky hororu.

## Popularita
Podle některých analytiků je procento všech velkých žánrů v celosvětově nejprodávanějších fyzických videohrách rozděleno následovně.
| Žánr          | Softalk (1980–1984) | VGC top 100 | VGC top 100 | VGC top 100 | VGC top 100 | VGC top 100 | VGC top 100 | VGC top 100 | VGC top 100 | ESA  | Sta  |
| Žánr          | Softalk (1980–1984) | 1995        | 2000        | 2005        | 2010        | 2015        | 2016        | 2017        | 2018        | ESA  | Sta  |
| ------------- | ------------------- | ----------- | ----------- | ----------- | ----------- | ----------- | ----------- | ----------- | ----------- | ---- | ---- |
| Akční         | 61                  | 3           | 4           | 12          | 15          | 27          | 25          | 22          | 29          | 22,5 | 26,9 |
| Adventury     | 11                  | 2           | 4           | 7           | 6           | 2           | 1           | 0           | 1           | 7,8  | 7,9  |
| Bojové        |                     | 15          | 10          | 5           | 2           | 5           | 3           | 5           | 5           | 5,8  | 7,8  |
| Plošinovky    |                     | 10          | 7           | 10          | 9           | 4           | 3           | 4           | 9           |      |      |
| Logické       |                     | 9           | 2           | 6           | 1           | 0           | 0           | 1           | 1           |      |      |
| Závodní       |                     | 6           | 6           | 13          | 8           | 5           | 4           | 6           | 6           | 3,3  | 5,8  |
| Hry na hrdiny | 18                  | 18          | 25          | 7           | 16          | 12          | 15          | 17          | 12          | 12,9 | 11,3 |
| Střílečky     |                     | 11          | 1           | 8           | 14          | 22          | 24          | 19          | 13          | 27,5 | 20,9 |
| Simulátory    |                     | 6           | 7           | 5           | 0           | 4           | 4           | 0           | 2           |      |      |
| Sportovní     |                     | 9           | 19          | 17          | 16          | 12          | 13          | 15          | 13          | 11,7 | 11,1 |
| Strategie     | 10                  | 7           | 8           | 3           | 1           | 0           | 0           | 2           | 1           | 4,3  | 3,7  |
| Smíšené       |                     | 4           | 7           | 7           | 12          | 7           | 8           | 9           | 8           | 4,1  | 4,6  |

Logické videohry zaznamenaly v poslední dekádě pokles v prodejnosti, nicméně na mobilních platformách, kde jsou většinou dostupné bez placení, zůstávají celosvětově nejpopulárnější.